# Nowaja Wioska (sielsowiet Szczomyślica)
Nowaja Wioska (pol. Nowosiółki, biał. Новая Вёска, ros. Новая Вёска) – wieś na Białorusi, w obwodzie mińskim, w rejonie mińskim, w sielsowiecie Szczomyślica.